# Івано-Франківська обласна державна адміністрація
Івано-Франківська обласна державна адміністрація — місцева державна адміністрація Івано-Франківської області.
У зв'язку з широкомасштабним вторгненням Росії 24 лютого 2022 року набула статусу військової адміністрації.
Знаходиться за адресою: м.Івано-Франківськ, вул. Грушевського, 21

## Історія

### Голови
- Ткач Роман Володимирович (4 лютого 2005 — 22 жовтня 2007)
- Вишиванюк Михайло Васильович (26 лютого 1997 — 3 лютого 2005; 27 березня 2010 — 7 листопада 2013)
- Палійчук Микола Васильович (23 жовтня 2007 — 26 березня 2010)[3]
- Чуднов Василь Михайлович (8 листопада 2013 — 2 березня 2014)
- Троценко Андрій Володимирович (2 березня — 9 вересня 2014)
- Гончарук Олег Романович (9 вересня 2014 — 11 червня 2019)
- Савка Марія Володимирівна (в. о.) (11 червня  — 1 серпня 2019; з 9 листопада 2020)
- Шмигаль Денис Анатолійович (з 1 серпня 2019 до лютого 2020)
- Федорів Віталій Васильович (в. о.) (10 лютого — 24 квітня 2020), (24 квітня — 5 листопада 2020)
- Бойчук Андрій Михайлович — 26 грудня 2020 — 8 липня 2021
- Онищук Світлана Василівна — з 8 липня 2021

## Структура
- Апарат обласної державної адміністрації[4]
- Головне управління економіки
- Головне фінансове управління
- Головне управління промисловості та розвитку інфраструктури
- Головне управління з питань туризму, євроінтеграції, зовнішніх зв'язків та інвестицій
- Головне управління у справах сім'ї, молоді та спорту
- Департамент соціальної політики, вул. Леся Курбаса,2
- Управління культури
- Головне управління агропромислового розвитку
- Головне управління регіонального розвитку та будівництва
- Управління житлово-комунального господарства, вул. С.Бандери,77
- Управління містобудування та архітектури, вул. Шашкевича,2
- Головне управління освіти і науки
- Головне управління охорони здоров'я
- Управління з питань надзвичайних ситуацій та у справах захисту населення від наслідків Чорнобильської катастрофи, вул. Дністровська,30
- Управління у справах преси та інформації
- Управління ресурсного забезпечення та господарського обслуговування
- Служба у справах дітей облдержадміністрації
- Інспекція державного технічного нагляду, вул. Василіянок,62а
- Інспекція якості та формування ресурсів сільськогосподарської продукції, вул. Гаркуші,2
- Державний архів області, вул. Сагайдачного, 42а
- Івано-Франківський обласний центр перепідготовки та підвищення кваліфікації працівників органів державної влади, органів місцевого самоврядування, державних підприємств, установ і організацій, вул. Незалежності,46

## Керівництво
- Голова — Онищук Світлана Василівна
- Заступники голови — Ільчишин Віталій Васильович, Сірко Людмила Іванівна, Созоник Вадим Васильович
- Заступник голови з питань цифрового розвитку, цифрових трансформацій і цифровізації (CDTO) — Футерко Богдан Любомирович
- Керівник апарату — Дем'янчук Ярослав Богданович